# Ro Un-ok
Ro Un-ok (* 14. November 1989) ist eine nordkoreanische Langstreckenläuferin.
2005 kam sie bei den Ostasienspielen über 10.000 m auf den fünften Platz.
2008 wurde sie Achte beim Pjöngjang-Marathon. 2011 siegte sie in Pjöngjang und gewann bei der Universiade Gold im Halbmarathon. 2012 wurde sie erneut Achte in Pjöngjang.

## Persönliche Bestzeiten
- 10.000 m: 34:59,05 min, 1. November 2005, Macau
- Halbmarathon: 1:16:38 min, 21. August 2011, Shenzhen
- Marathon: 2:32:06 h, 10. April 2011, Pjöngjang